# Natalia de Molina
Pour les articles homonymes, voir Molina.
Natalia de Molina, née le 19 décembre 1990 à Linares (Jaén), est une actrice espagnole. Elle est lauréate de deux Goyas.

## Filmographie
- 2012 : Paraíso (Hipócrifos) (court métrage) : la pin-up #2
- 2012 : Ayúdame a recordar (court métrage) : la belle dame
- 2013 : El Gran Día de los Feos (série télévisée) : Sheila
- 2013 : Vivir es fácil con los ojos cerrados : Belén
- 2013 : Temporal : Sara
- 2014 : Pase privado (court métrage)
- 2014-2015 : Bajo sospecha (série télévisée) : Leti (8 épisodes)
- 2015 : Cómo sobrevivir a una despedida : Nora
- 2015 : Techo y comida : Rocío
- 2015 : Sólo química : Melanie
- 2015 : Pozoamargo : Gloria
- 2016 : Kiki, l'amour en fête (Kiki, el amor se hace) : Natalia
- 2016 : Web Therapy (série télévisée) : María del Mar (3 épisodes)
- 2016 : Rendezvous : Laura
- 2016 : En tu cabeza : la gestionnaire de salle
- 2016 : Paquita Salas (série télévisée) : Natalia de Molina
- 2016 : Los del túnel : Miriam
- 2017 : La llum d'Elna (téléfilm) : Carmen
- 2017 : El fin de la comedia (série télévisée) : Natalia
- 2016-2017 : El Antivlog (série télévisée) : Natalia / la rappeuse (6 épisodes)
- 2017 : Marta no viene a cenar (court métrage) : Lucía
- 2018 : No dormirás : Cecilia
- 2018 : La catedral del mar (série télévisée) : Francesca (2 épisodes)
- 2018 : Quién te cantará : Marta
- 2018 : Animales sin collar : Nora
- 2019 : Elisa & Marcela : Elisa
- 2019 : 522. Un gato, un chino y mi padre : George
- 2024 : D'une main de fer (série télévisée) : Rocío Manchado

- 2020 : Operación Camarón
- 2020 : Adiós : Trini
- 2020 : Las niñas
- 2020 : Carnaval : Christina

## Distinctions
- Goya 2013 : Prix Goya du meilleur espoir féminin pour Vivir es fácil con los ojos cerrados
- Berlinale 2015 : Shooting Stars
- Goya 2016 : Prix Goya de la meilleure actrice pour Techo y comida